# To Love Somebody (musikalbum)
To Love Somebody från 1969 är ett musikalbum med Nina Simone. Det släpptes som fort som möjligt efter den oväntade succén med 'Nuff Said! Albumets titel kommer från Bee Gees-sången "To Love Somebody".

## Låtlista
1. Suzanne (Leonard Cohen) – 4:20
2. Turn! Turn! Turn! (Pete Seeger/trad) – 3:41
3. Revolution (part 1) (Nina Simone/Weldon Irvine) – 2:53
4. Revolution (part 2) (Nina Simone/Weldon Irvine) – 1:54
5. To Love Somebody (Barry Gibb/Robin Gibb) – 2:40
6. I Shall Be Released (Bob Dylan) – 3:54
7. I Can't See Nobody (Robin Gibb/Barry Gibb) – 3:09
8. Just Like Tom Thumb's Blues (Bob Dylan) – 4:49
9. The Times They Are a Changin' (Bob Dylan) – 6:01

## Inspelningsdata
Inspelningar gjordes i RCA Studios Manhattan B, New York
20 december 1967 (spår 5, 7)
8–27 januari 1969 (spår 1, 3, 4, 6, 8, 9)
22 april 1969 (spår 2)

## Musiker

### Spår 1–4, 6, 8, 9
- Nina Simone – sång, piano
- Al Schackman – gitarr
- Weldon Irvine – orgel
- Gene A. Perla – bas
- Don Alias – trummor
- Doris Willingham – sång
- Virdia Crawford – sång

### Spår 5, 7
- Nina Simone – sång, piano
- Eric Gale, Everett Barksdale – gitarr
- Gordon Powell – vibrafon
- Weldon Irvine – orgel
- Charles Rainey – bas
- Bernard Purdie – trummor, slagverk
- Alvin Rogers – congas, tamburin
- Seymour Barab, Julius Brand, Maurice Bialkin, Michael Comius, Lewis Eley, Joseph Haber, Louis Haber, David Sackson, Irving Spice, Jack Zayde – stråkar
- Dominick Gravin, Arthur Kaplan, Irvin Markowitz, Ernest Royal  – blåsinstrument
- Jimmy Wisner – dirigent